# Давидківці (Хмельницький район)
Дави́дківці — село в Україні, у Хмельницькій міській громаді Хмельницького району Хмельницької області. Населення становить 1938 осіб.
13 березня 1944 року в повітряному бою поблизу села загинув Герой Радянського Союзу Шестаков Лев Львович.

## Історія

### Село в далекому минулому
Територія, на якій розташоване село Давидківці, була заселена з найдавніших часів. Про це свідчать знаряддя праці періоду палеоліту. Виникло село на північній стороні річки Зінчиця (розмовне — Дзвінка). Про це згадується у праці відомого подільського історика Юхима Сіцінського «Приходи та церкви подільської єпархії». Ймовірно, село було знищене під час набігів татар у XV столітті.
В давнину територія села складалася з трьох частин: східна — «Осовик», середня — «Давидківці», західна — «Гусаківці». Згідно з легендою, першим, хто збудував хату в селі, був чоловік на ім'я Давид.
В середині XV століття село входило до складу Летичівського повіту Подільського воєводства Королівства Польського.

### Село у XVI— XVIII століттях
Письмова згадка про Давидківці міститься в переліку сіл Меджибізького повіту. Належало воно Миколі Сенявському. Під час національно-визвольної війни Богдана Хмельницького через село проходили козацькі загони. Після смерті Адама Сенявського Давидківці перейшли, як придане, через його єдину доньку Марію Софію до роду князів Чарторийських.
У 1793 році у результаті другого поділу Польщі Поділля перейшло до Російської імперії. Давидківці входили до Меджибізької волості Летичівського повіту Подільського намісництва.

### Село в ХІХ ст.
На початку ХІХ ст. село продовжувало належати князю Адаму Єжи Чарторийському. В роки польського повстання 1830-31 рр. за незалежність він очолював національний уряд. Після поразки повстання землі, які належали князю, були конфісковані й стали державними.
В кінці ХІХ ст. за даними подільського історика В.Гульдмана, в с. Давидківці проживало 1626 осіб та було 277 дворів.

### Давидківці у першій половині XX сторіччя
З початком революції 1905—1907 років у Давидківцях розповсюджувалися листівки із закликом до повалення царського самодержавства. Оскільки село не було поміщицьким, то активних виступів тут не відбулося. 
В роки національно-визвольної боротьби 1917—1921 років на території краю часто змінювалися органи влади, аж допоки більшовики остаточно не встановили свою владу.
Партійний осередок створено 1924 року.
В 1929 році в селі було створено перший колгосп «Травень». Проте пішло в колгосп небагато селян, в основному бідняки.
В роки голодомору 1932-1933 років в селі померло понад 70 осіб. В роки репресій було репресовано 85 давидківчан.

### Село в роки Другої світової війни
Учасниками Другої світової війни було понад 500 жителів села. Не вернулося із фронту 178 осіб. Понад 400 давидківчан були вивезені на примусові роботи до нацистської Німеччини. Під час визволення села від нацистських загарбників загинуло понад 600 воїнів Червоної армії.
Микола Йосипович Гавришко
Герой Радянського Союзу Микола Йосипович Гавришко, брав участь у битві під Москвою, Курській битві, визволенні України, Польщі. По закінченні війни жив і працював у м. Хмельницькому, де і помер в 1976 році.
Лев Львович Шестаков
Прославлений льотчик, Герой Радянського Союзу Л. Л. Шестаков. В полку Шестакова «виросло» 26 героїв Радянського Союзу, із них двічі — О. Алелюхін, В. Лавриненков, Ахмет Султан, тричі — Іван Кожедуб. Свій останній бій Л. Шестаков провів над с. Давидківці, де і загинув, як герой. Похоронений у м. Хмельницькому.
На місці загибелі льотчика біля села стоїть обеліск.

### Село у післявоєнні роки
Після визволення села в березні 1944 року розпочинається його відбудова. Село було зруйноване, було спалено 148 будинків. Але не дивлячись ні на які труднощі, жителі села зробили усе, щоби його відбудувати.

### Давидківці у 1970-1980-х роках та у наш час
Це були роки зростання і розбудови села Давидківці. В другій половині 1980-х років змінюється інфраструктура села. Було побудовано торговий комплекс, стадіон. Село було телефонізовано, газифіковано, більшість вулиць села заасфальтовано.
За радянських часів у селі проживало 2499 осіб.
Діяв колгосп ім. Шестакова, за яким було закріплено 2 тис. га орної землі, спеціалізувався на виробництві м'яса великої рогатої худоби, вирощуванні зернових культур і цукрових буряків. За високі виробничі показники 10 колгоспників нагороджено орденами й медалями.
У Давидківцях працювали середня школа, клуб із залом на 350 місць (в приміщенні церкви Святої Трійці, нині храм на реконструкції), бібліотека, медпункт.
Давидківчани із великим піднесенням зустріли проголошення Незалежності України. Вони були учасниками Помаранчевої революції, Революції гідності. Понад 40 односельців стали на захист Вітчизни від сепаратистів та російських найманців. В селі функціонує загальноосвітня школа, музична школа, аптека, пошта, перукарня, магазини, швейні цехи, закінчується будівництво нового дитячого садка.
З 2006 по 2010 сільським головою був Білорусець Сергій Степанович, з листопада 2010 сільську раду очолює Ланкевич Олександр Іванович.
24 грудня 2019 року депутати Хмельницької міської ради надали згоду на добровільне приєднання територіальної громади села Давидківці до Хмельницької міської об'єднаної територіальної громади з адміністративним центром у місті Хмельницькому.

## Інфраструктура
- Давидковецька ЗОШ I—III ступенів (вул. Гавришка, 70)
- Дитячий садок «Теремок» (вул. Зелена (колишня Московська), 8/1)
- Декілька продовольчих магазинів
- Церква Святого Іоанна Богослова (вул. Сонячна (колишня Жовтнева), 77)
- Аптека (вул. Гавришка)
- Медпункт (вул. Гавришка, 60)
- Сільське відділення поштового зв'язку № 1 УДППЗ «Укрпошта» (вул. Гавришка).

## Пам'ятки
- Давидковецький заказник — лісовий заказник місцевого значення.

## Населення

### Мова
Розподіл населення за рідною мовою за даними перепису 2001 року:
| Мова            | Кількість | Відсоток |
| --------------- | --------- | -------- |
| українська      | 1878      | 96.90%   |
| російська       | 45        | 2.32%    |
| вірменська      | 6         | 0.31%    |
| білоруська      | 4         | 0.21%    |
| румунська       | 1         | 0.05%    |
| інші/не вказали | 4         | 0.21%    |
| Усього          | 1938      | 100%     |

## Відомі люди
- В селі народився Гавришко Микола Йосипович — Герой Радянського Союзу.

## Галерея

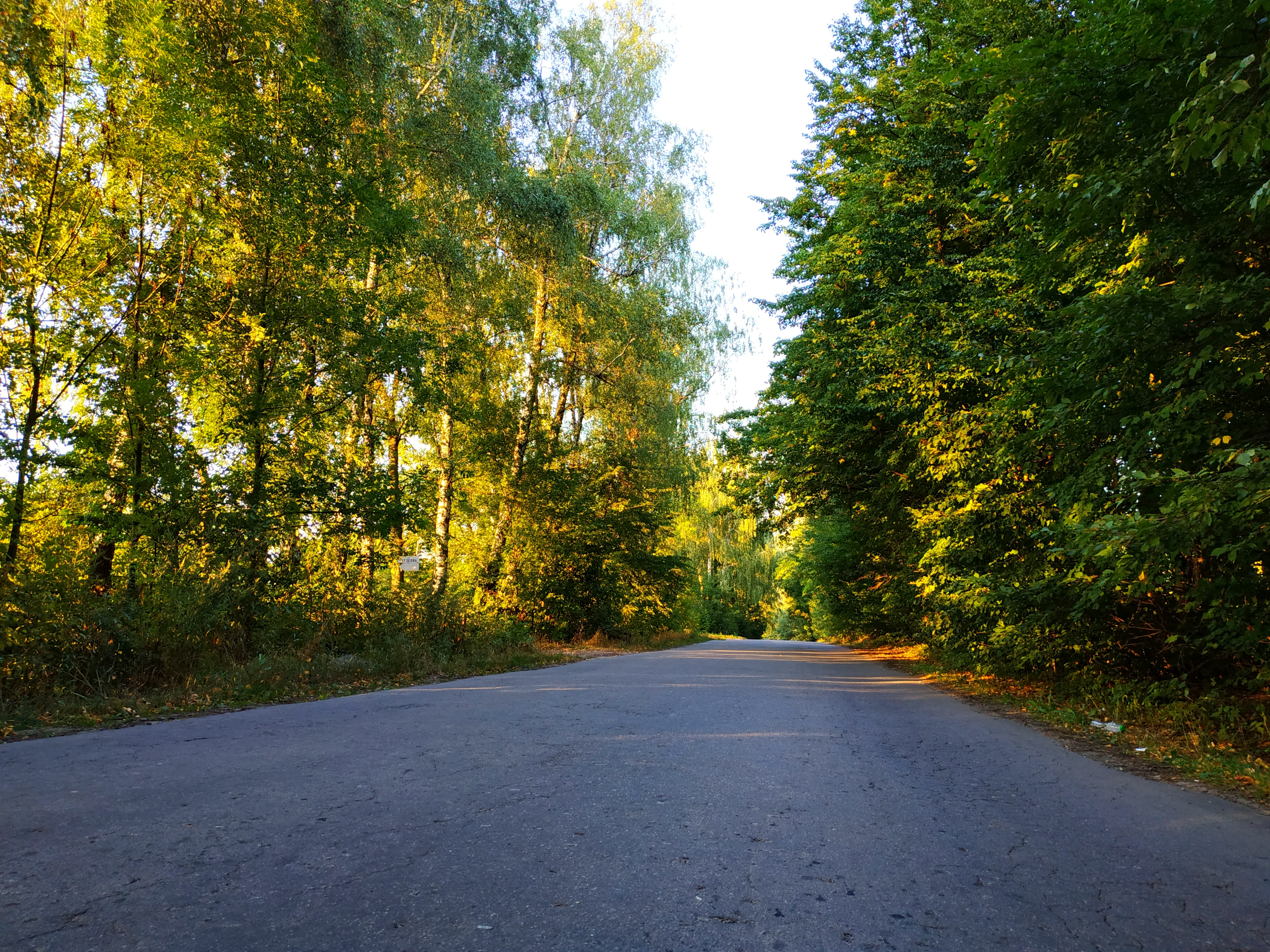
Дорога у село
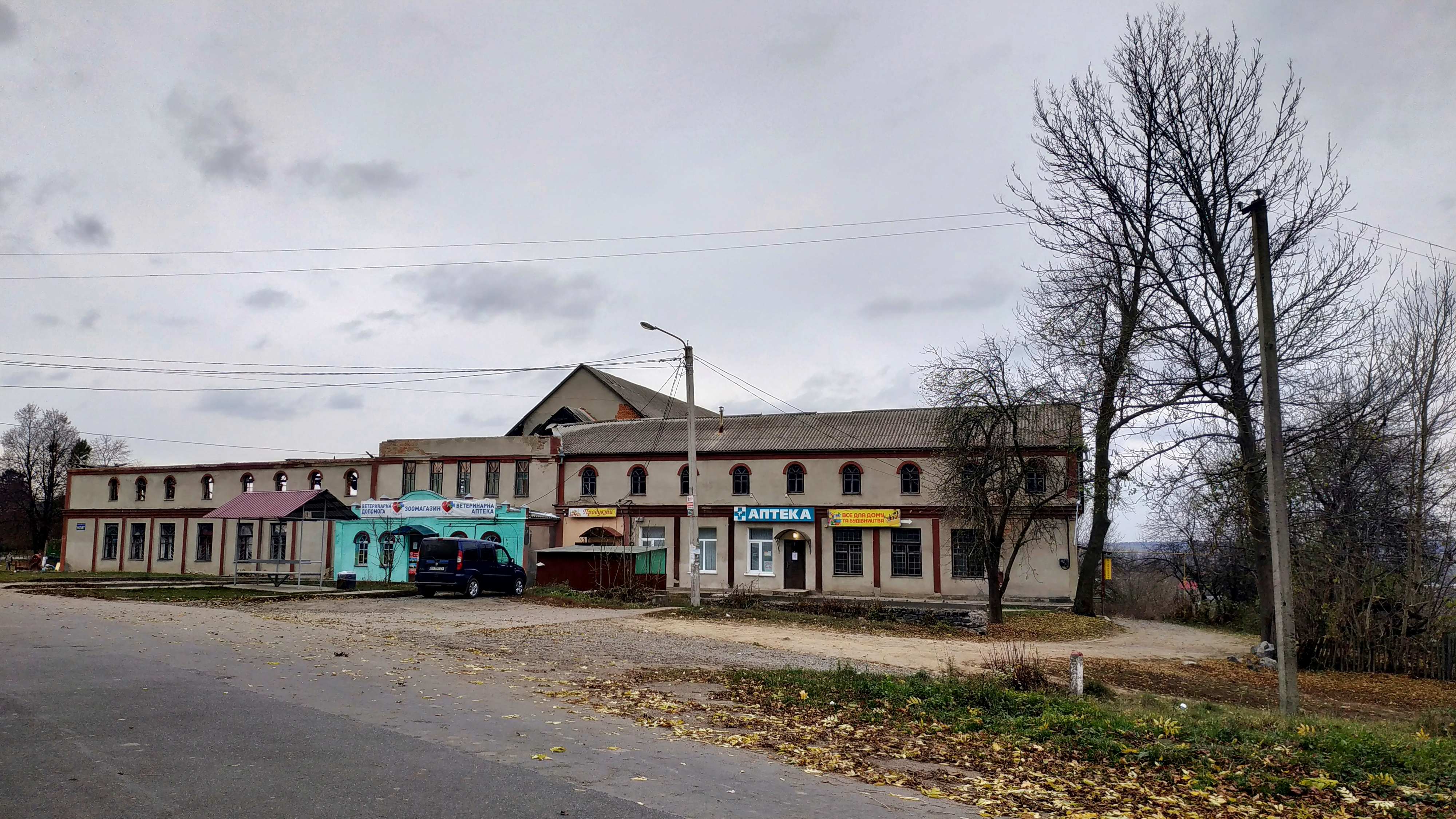
Магазин і аптека в центрі села
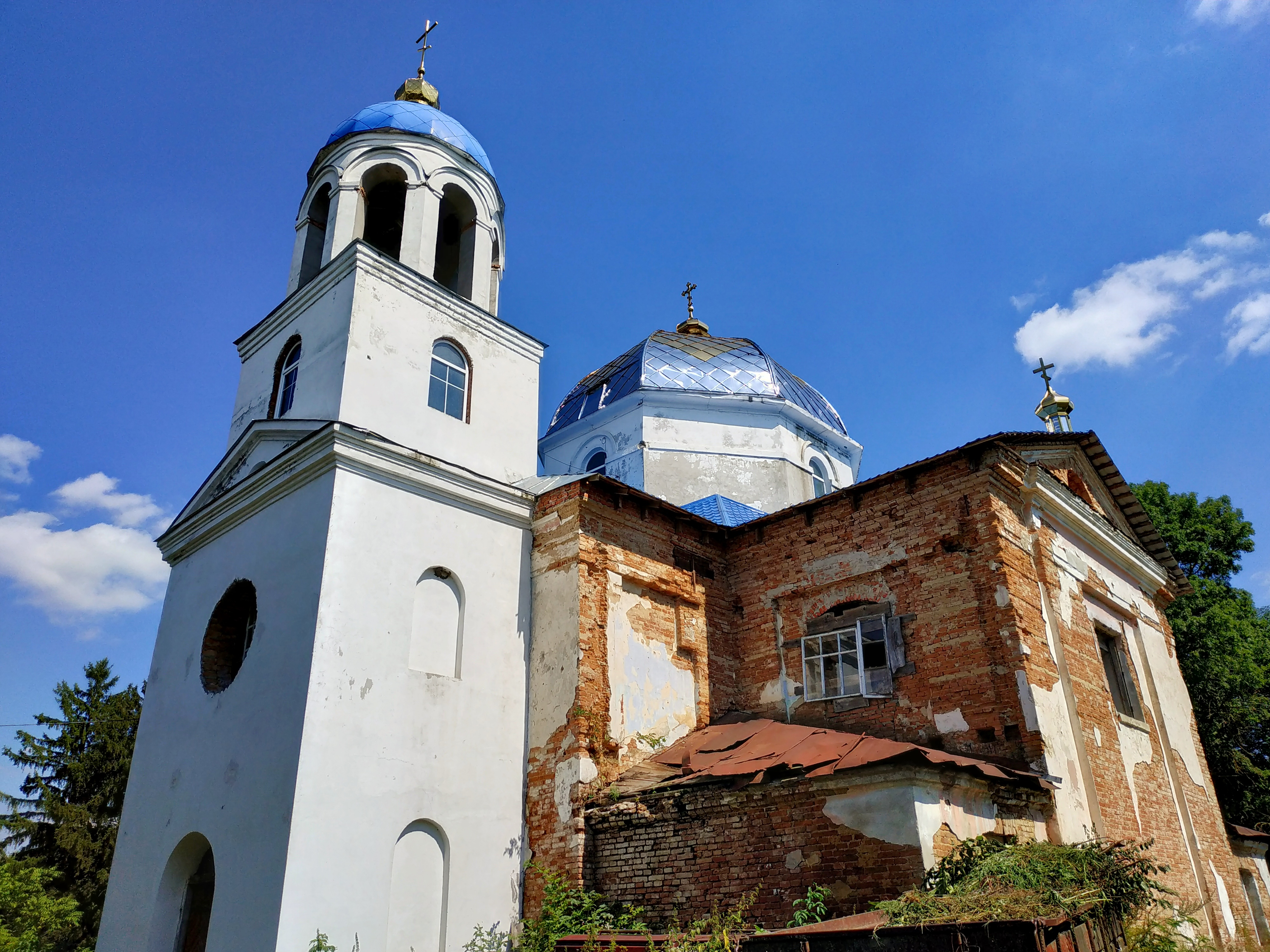
Недіюча Церква Святої Трійці (за радянських часів — клуб)
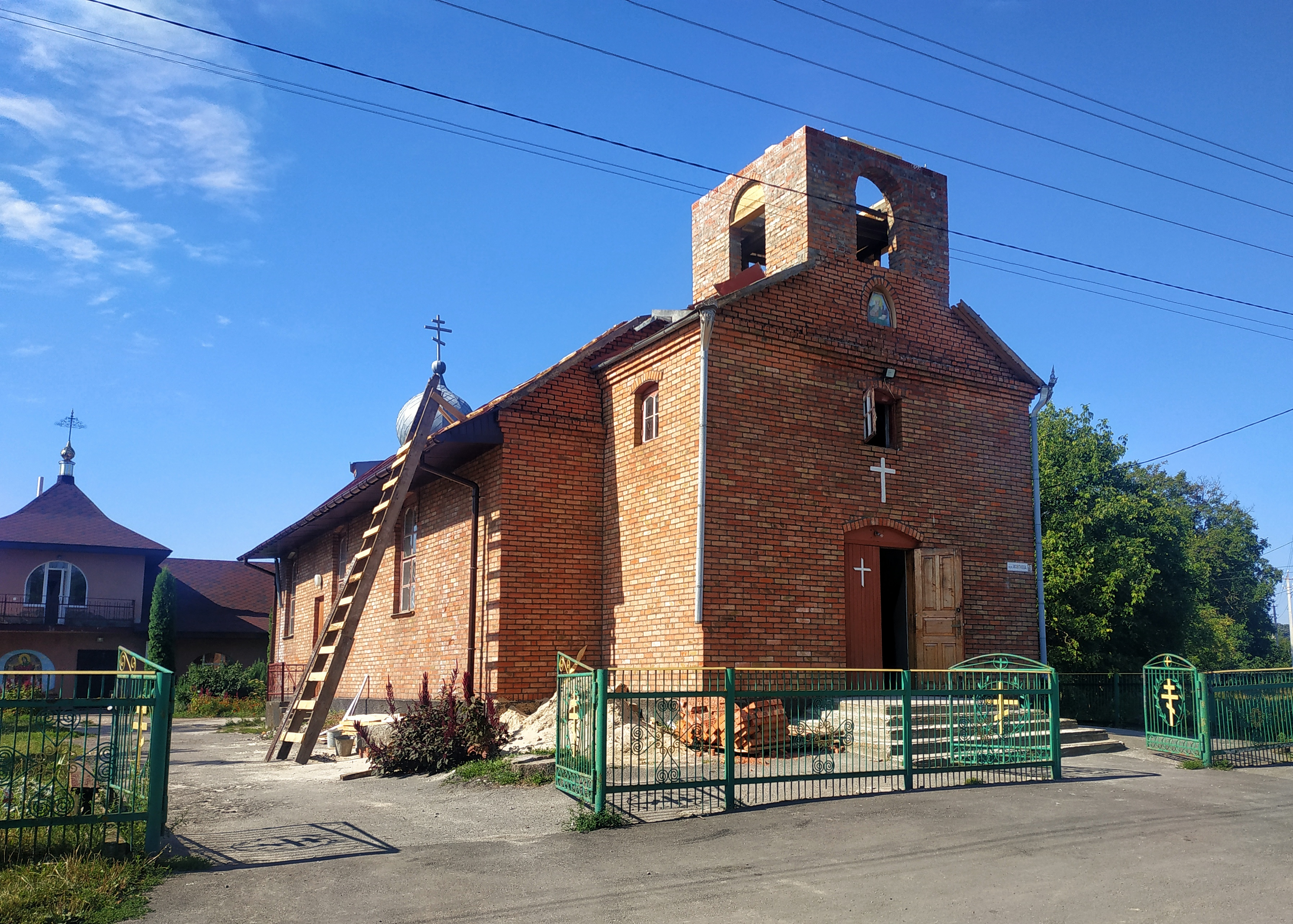
Сільська церква, будівництво дзвіниці
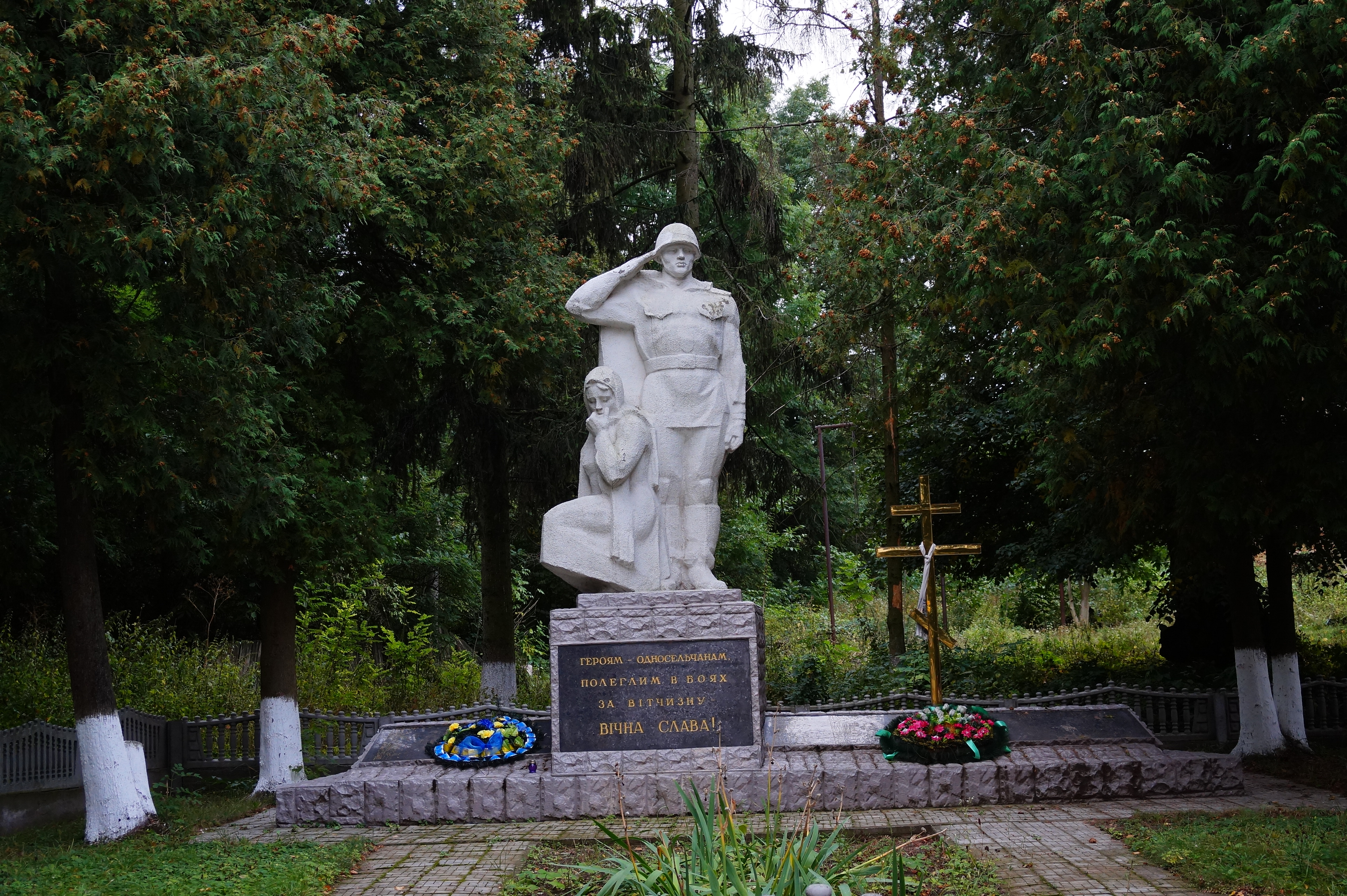
Пам'ятний знак на честь воїнів-односельців
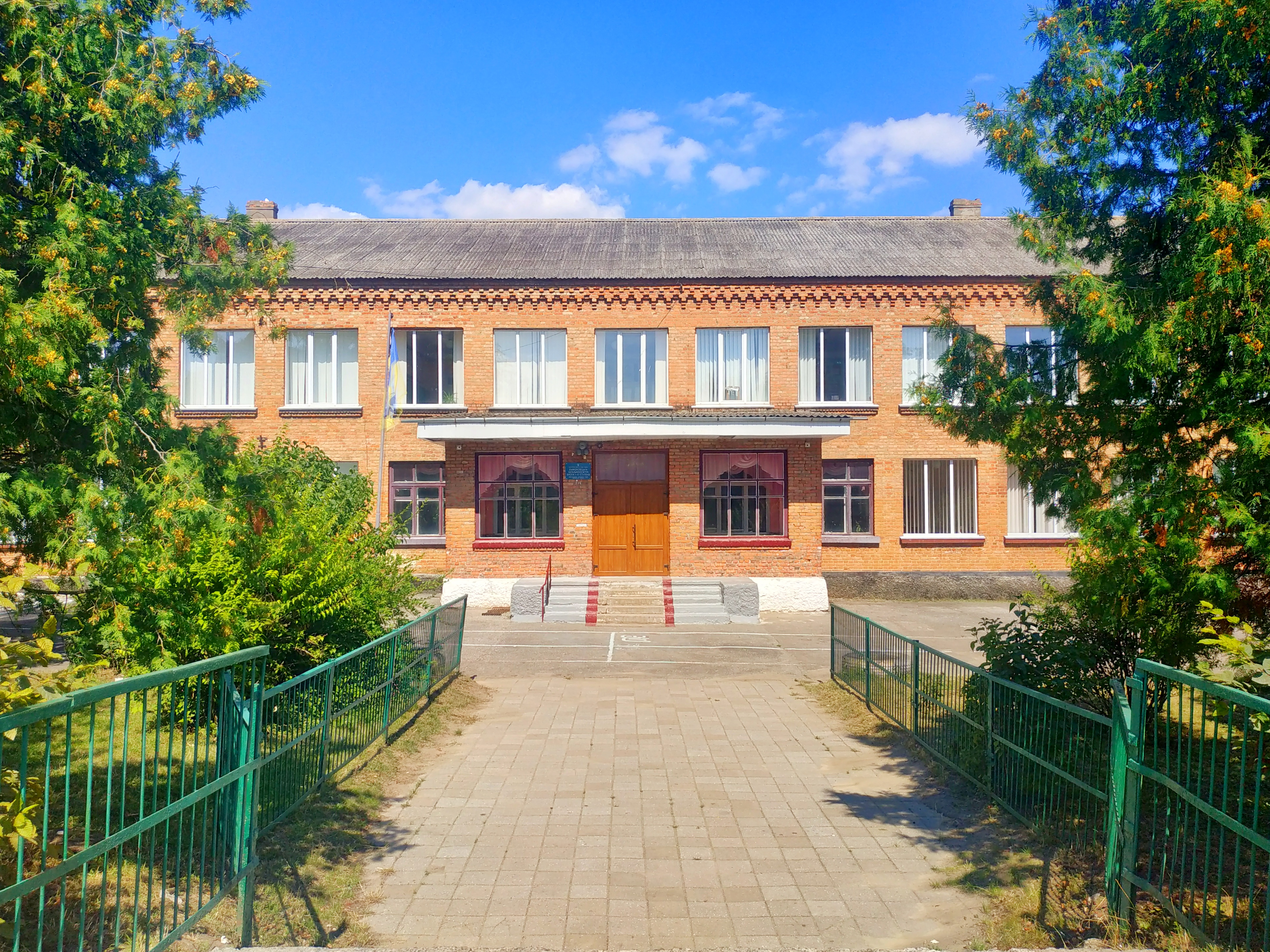
Школа в Давидківцях
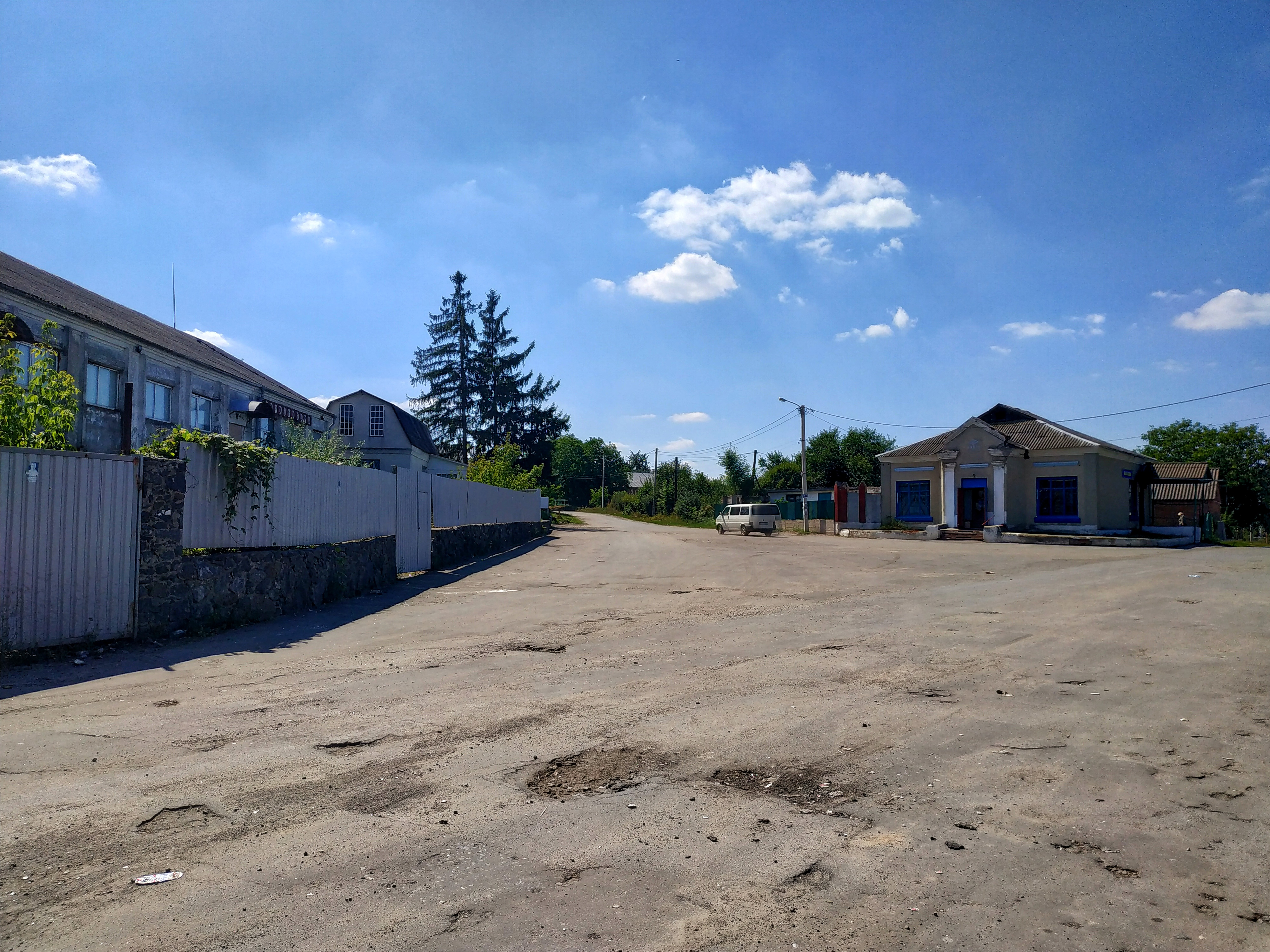
В центрі села
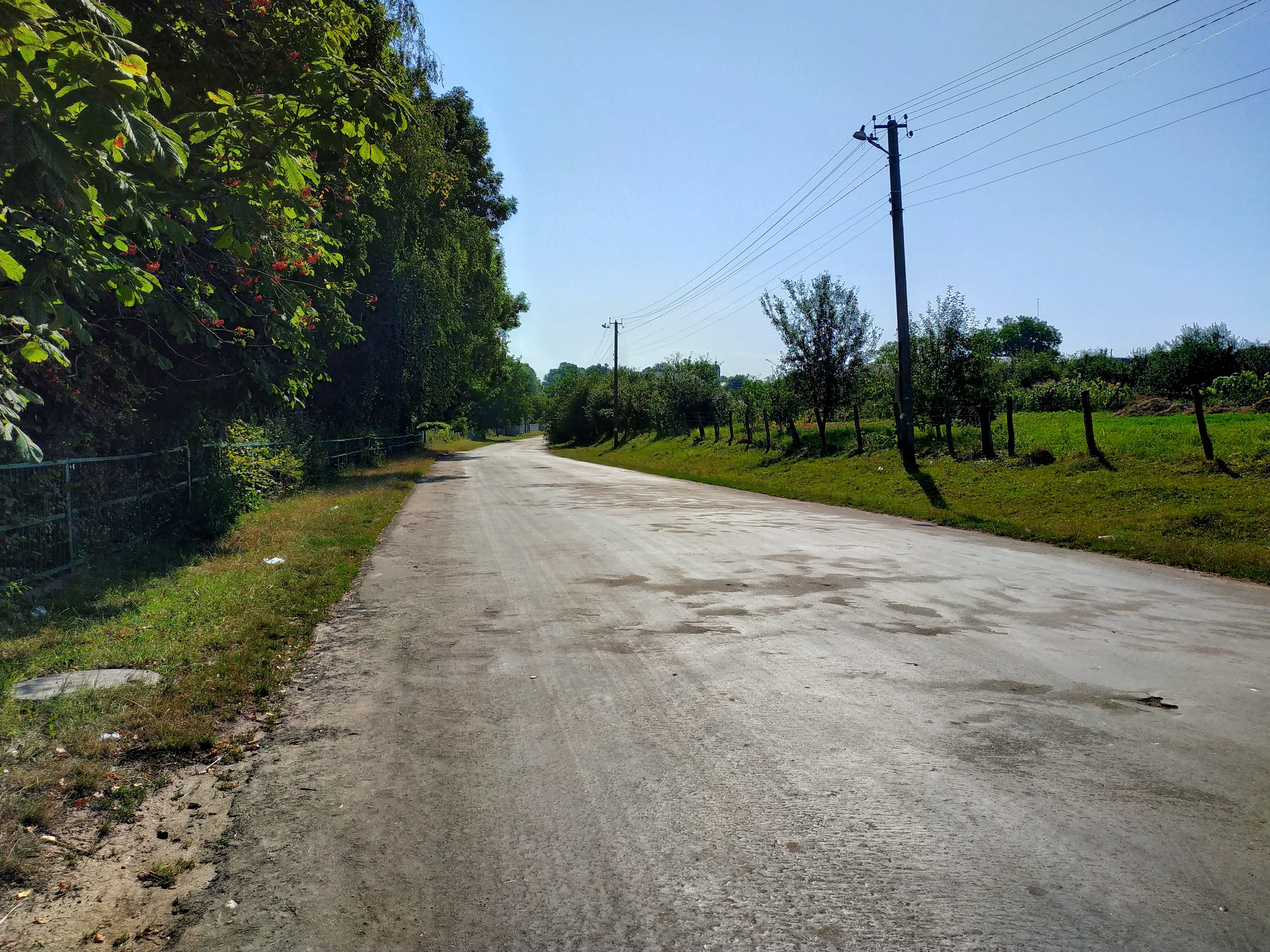
Вулиця Гавришка — головна вулиця села
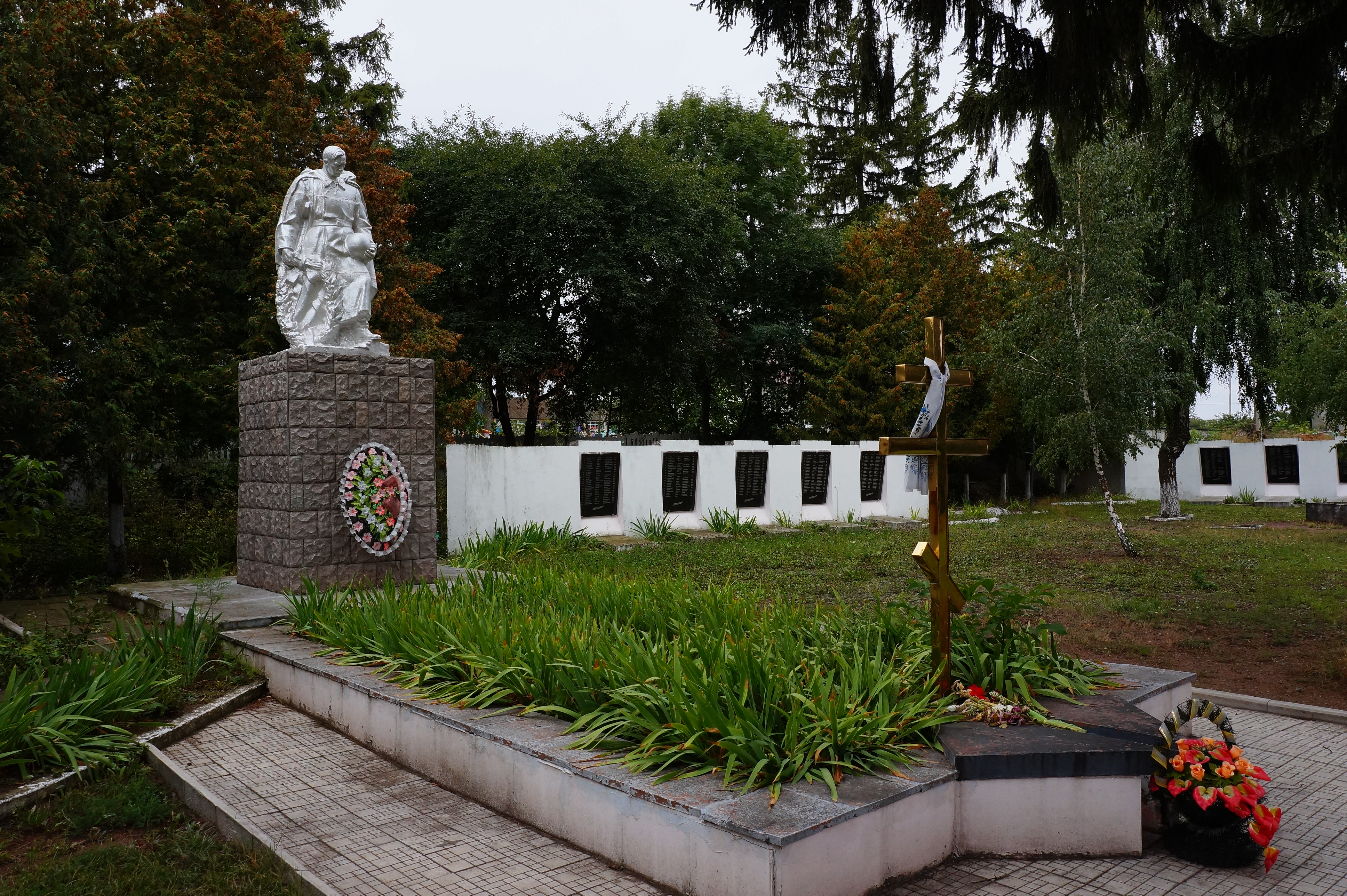
Братська могила радянських воїнів
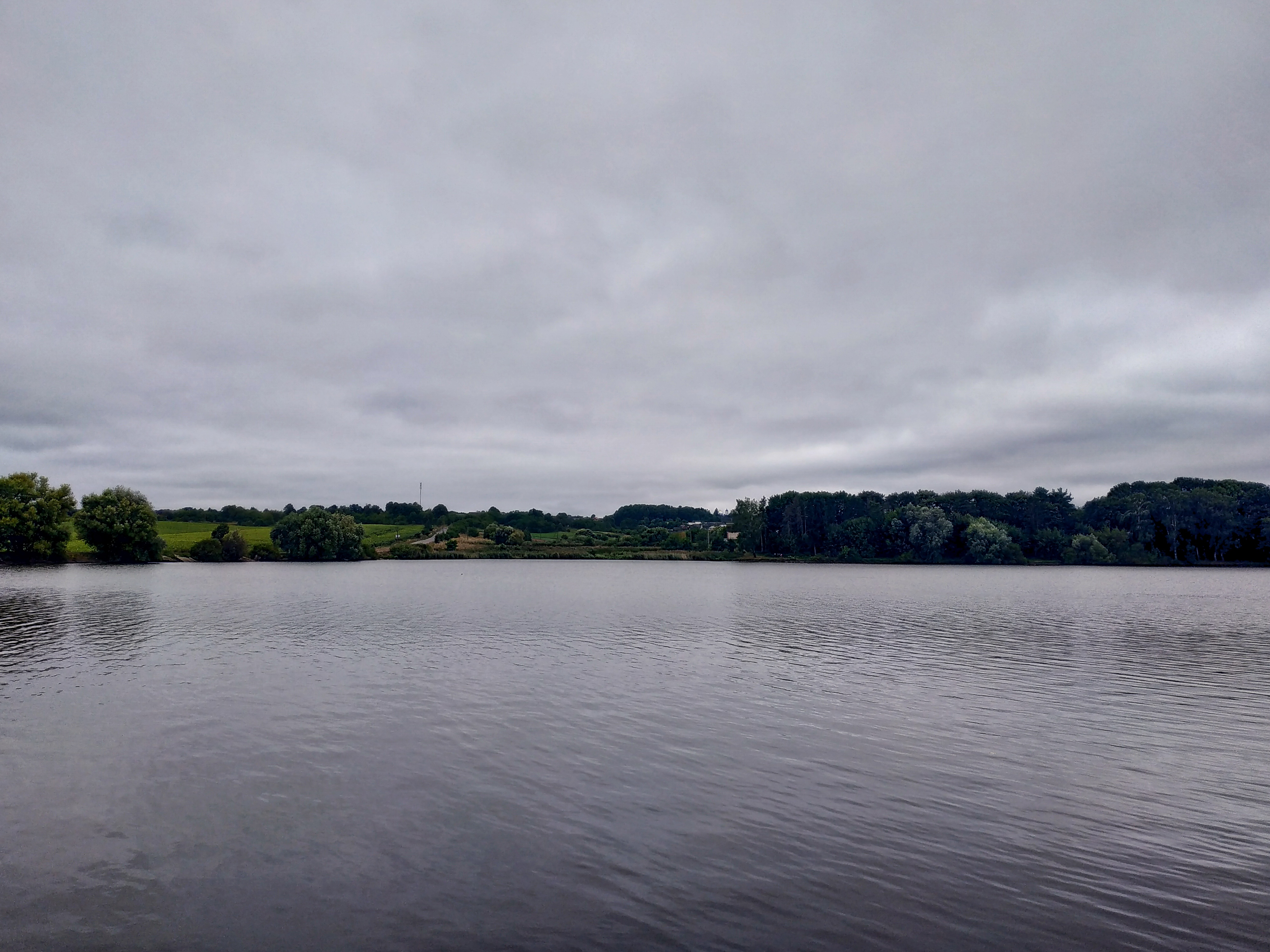
Сільський став